# Frank Oz
Richard Frank Oznowicz, conhecido como Frank Oz (Hereford, 25 de maio de 1944) é um diretor e produtor de televisão anglo-estadunidense e um dos responsáveis pelos famosos fantoches e personagens de programas como Sesame Street e The Muppet Show.

## Biografia
Oz nasceu em Hereford, Inglaterra, filho de Frances (nascida Ghevaert) e Isidore Oznowicz, ambos eram bonequeiros. Seus pais se mudaram para a Inglaterra depois de lutar contra os nazistas com as Brigadas Holandesas. Seu pai polaco-holandês era judeu e sua mãe flamenga era uma faltosa católica romana. Oz se mudou para Oakland, Califórnia, nos Estados Unidos, com seus pais quando tinha cinco anos de idade. Ele estudou na Oakland Technical High School e Oakland City College. Ele trabalhou por um tempo com os Vagabond Puppets, uma produção do Departamento de Recreação de Oakland, onde Lettie Connell foi seu mentor.
Em Sesame Street, ele interpretou personagens como Beto, Cookie Monster e Grover; no Muppet Show ele deu vida a George, o Zelador, Miss Piggy e o Urso Fozzie.
Na série de filmes Star Wars, era o responsável por manejar a marionete e interpretar a voz de Yoda, com exceção do Episódio IV, em que o personagem não aparece. Nos episódios II, III e VIII, Oz apenas dubla o personagem, uma vez que, nesses episódios, Yoda passa a ser animado por computação gráfica.

## Filmografia como diretor
- 1982 - The Fantastic Miss Piggy Show (TV)
- 1982 - The Dark Crystal
- 1984 - The Muppets Take Manhattan
- 1986 - Little Shop of Horrors
- 1986 - Labyrinth
- 1988 - Dirty Rotten Scoundrels
- 1991 - What About Bob?
- 1992 - HouseSitter
- 1995 - The Indian in the Cupboard
- 1997 - In & Out
- 1999 - Bowfinger
- 2001 - The Score
- 2004 - The Stepford Wives
- 2007 - Death at a Funeral
- 2020 - Onward (voz)